# Société nationale de distribution des pétroles
Pour les articles homonymes, voir AGIL.
 (novembre 2021).
La Société nationale de distribution des pétroles (arabe : الشركة الوطنية لتوزيع البترول) ou SNDP, dont la dénomination commerciale est AGIL, est une entreprise publique de Tunisie dont la mission est de commercialiser des produits pétroliers et leurs dérivés.
Elle possède pour cela un réseau de 216 stations-services réparties sur tout le territoire national ainsi que 54 stations portuaires situées dans les ports de pêche et de plaisance, tandis qu'elle est présente dans les six principaux aéroports tunisiens. Sa part de marché dans la distribution de carburant lui assure la première place devant Total Tunisie, l'un de ses principaux challengers.
Son chiffre d'affaires de 1,845 milliard de dinars en 2020 la place parmi les principales entreprises tunisiennes.

## PDG
- Bebia Chihi
- Rafaâ Dekhil (2010-2011)
- Brahim Laadjimi
- Mahmoud Hammami
- Sami Chérif
- Moncef Matoussi
- Nabil Smida
- Khaled Bettine (depuis 2022)